# Hiroši Očiai
Hiroši Očiai (japonsko 落合 弘), japonski nogometaš, 28. februar 1946.
Za japonsko reprezentanco je odigral 63 uradnih tekem.